# Hampton (Carolina do Sul)
Hampton é uma cidade  localizada no estado norte-americano da Carolina do Sul, no Condado de Hampton.

## Demografia
Segundo o censo norte-americano de 2000, a sua população era de 2837 habitantes.
Em 2006, foi estimada uma população de 2786, um decréscimo de 51 (-1.8%).

## Geografia
De acordo com o United States Census Bureau tem uma área de
11,7 km², dos quais 11,7 km² cobertos por terra e 0,0 km² cobertos por água. Hampton localiza-se a aproximadamente 16 m acima do nível do mar.

## Localidades na vizinhança
O diagrama seguinte representa as localidades num raio de 16 km ao redor de Hampton.